# Johann Joseph Couven
Johann Joseph Couven (* 10. November 1701 in Aachen; † 12. September 1763 ebenda) war ein deutscher Architekt und Baumeister des Barocks und des Rokokos. Dabei zeichnete er sich nicht nur verantwortlich für den Bau repräsentativer Bürgerhäuser, Schlossanlagen und Kirchen, sondern war zudem auf dem Gebiet der Innenarchitektur und der dekorativen Kunst tätig. Darüber hinaus arbeitete er zeitweise als Feldvermesser und entwickelte geodätische Vermessungsgeräte. Couven wirkte hauptsächlich im Städtedreieck Aachen, Lüttich, Maastricht.

## Familie
Die Familie Couven nannte sich ursprünglich de Couves und stammte aus dem etwa 20 km von Aachen entfernten belgischen Ort Clermont-sur-Berwinne. Seit dem 16. Jahrhundert waren sie in Aachen ansässig und der Junker Jakob Couven wurde 1575 ebendort geboren. Einer seiner Enkel war Johann Jakob Couven (zwischen 1656 und 1660–1740), der in zweiter Ehe mit Maria Agnes von Baexen (1672–1732) verheiratet war. Dieser war zunächst Sekretär beim spanischen Gesandten in Wien und erster Ratssekretär sowie seit 1694 Gerichtsprokurator (Notar) in Aachen. Die Quellen lassen offen, ob Johann Jakob Couven möglicherweise auch als städtischer Architekt eingesetzt und mit Bauplanungen für die Stadt betraut war, um die Baulücken zu schließen, die noch Jahrzehnte nach dem verheerenden Stadtbrand von Aachen im Jahr 1656 vorhandenen waren.
Das Ehepaar Couven-von Baexen bekam 1701 den Sohn Johann Joseph Couven, der 1731 Maria Dorothea Gertrudis Mesters (1705–1779) aus Maastricht heiratete. Das Paar hatte zwei Söhne und vier Töchter. Während der ältere Sohn, Johann Wilhelm Couven (1732–1796), im Jahr 1785 vom Kurfürsten zu Trier, Clemens Wenzeslaus von Sachsen, zum Hofkammerrat ernannt wurde, setzte der jüngere, Jakob Couven (1735–1812), der ohne Nachkommen blieb, später die Arbeit seines Vaters als Aachener Baumeister fort.

## Leben
Johann Joseph Couven besuchte ebenso wie schon sein Vater das Jesuitengymnasium in Aachen, über die Wahl seiner anschließenden Ausbildungsgänge und -orte sowie eventuell durchgeführter Studienreisen ist nichts Konkretes überliefert. Dabei ist anzunehmen, dass er als angehender Architekt sowohl von seinem in der Stadtverwaltung tätigen Vater als auch besonders von dem Baumeister und Architekten Laurenz Mefferdatis geschult und geprägt wurde. Mehrfach wurde Couven von dem 24 Jahre älteren Mefferdatis in dessen Bauprojekte mit einbezogen und er entwarf für ihn eigenverantwortlich zunächst meist die Pläne für die Inneneinrichtungen und Innenausstattungen. In späteren Jahren erhielt Couven zuweilen den Auftrag, an den Mefferdatis-Bauten zeitgemäße Um- und Anbauten vorzunehmen. Ebenso hatte der westfälische Baumeister und Architekt Johann Conrad Schlaun maßgeblichen Einfluss auf Couven, in dessen Planungsteam Couven ebenfalls mehrfach mitwirkte. Darüber hinaus studierte und kopierte Couven die Skizzenblätter, Grundrisse und Gartenanlagen des französischen Architekten François Blondel, die zu seiner eigenen Stilfindung wesentlich beitrugen.
Ab etwa Mitte der 1730er-Jahre unterzeichnete Johann Joseph Couven seine Pläne mit dem Zusatz „Ingenieur-Architekt“, womit er sich nicht zufriedengab und daher den Antrag bei der Stadt stellte, ihn offiziell als Stadtarchitekten zu übernehmen. Diesem Antrag wurde stattgegeben und Couven am 29. August 1739 zum ersten Stadtarchitekten ernannt und 1742 zum Ratssekretär befördert. Dies bedeutete jedoch keine Festanstellung im üblichen Sinne, sondern lediglich, dass er für städtische Aufträge bevorzugt herangezogen werden konnte. Gleiches galt für das Amt des Ratssekretärs, welches ihn befugte, bei Bedarf an für ihn wichtigen Sitzungen teilzunehmen. In diesem Zusammenhang gehörte es unter anderem zu seinen Pflichten, Fürsten, Königen und Kaisern bei ihren Besuchen in der Stadt eine eindrucksvolle Stadtbesichtigung zu bieten, wodurch sich für Couven wichtige Kontakte für spätere Bauvorhaben ergaben. Darüber hinaus wurde Couven als Mitglied des Stadtrates beauftragt, die Feierlichkeiten in Aachen anlässlich der Krönung von Kaiser Franz I. Stephan in Frankfurt am Main mit einer opulenten Illumination und einem abschließenden Feuerwerk an zentralen Plätzen der Stadt zu gestalten.
Schwerpunktmäßig war Couven als freier Architekt vorrangig in Aachen tätig, sowie unter anderem in Burtscheid, Geilenkirchen, Düsseldorf, Lüttich, Eupen und in weiteren Orten des benachbarten Herzogtums Limburg. Im Jahr 1752 wurde Couven von dem amtierenden Fürstbischof von Lüttich, Johann Theodor von Bayern, der Titel „Architekt des Fürstbischofs von Lüttich“  für seine verdienstvolle Arbeit für das Hochstift verliehen.
Ende der 1750er-Jahre litt Couven zunehmend an gesundheitlichen Problemen, was dazu führte, dass sein von ihm ausgebildeter und geförderter und noch nicht einmal 30-jähriger Sohn Jakob verstärkt in die aktuellen Bauvorhaben einbezogen wurde und diese größtenteils weiterführte und zum Abschluss brachte.
Schließlich erlag Johann Joseph Couven am 12. September 1763 seinen langjährigen Erkrankungen.
Zu Ehren Couvens wurde in Aachen und in Düsseldorf eine Straße und in Eupen ein Platz nach ihm benannt sowie in Aachen das Couven-Museum, das Couven-Gymnasium und die Couvenhalle der RWTH Aachen in der Kármánstraße, dem ursprünglichen Sitz des Couven-Gymnasiums.

## Wirken
Johann Joseph Couven hat durch seine große Schaffenskraft als Baumeister und Architekt sowie als Techniker und Einrichtungskünstler die Stadt Aachen wie kaum ein anderer geprägt. Die von ihm geschaffene neue Infrastruktur, die nach seiner Vorstellung entworfenen oder ergänzten Kirchenbauten mit ihren üppigen Ausstattungen und imposanten Hochaltären sowie seine Gestaltung ganzer Häuserzeilen und repräsentativer Stadtvillen haben im 18. Jahrhundert vor allem Aachen einen enormen Bauboom gebracht und das Stadtbild grundlegend verändert. Dabei eignete sich Couven die Kenntnisse und Fertigkeiten anderer etablierter Baumeister seiner Zeit an und entwickelte daraus seinen ihm eigenen Stil, der in Aachen als so genannter „Couvenstil“ bezeichnet wird, was andere Baumeister dazu animierte, ihre Bauten ebenfalls im „Stil à la Couven“ zu errichten. Dabei orientierte sich Couven bis etwa 1745 vorrangig an dem französisch geprägten Régencestil und wechselte sodann zum allgemein bevorzugten Rokokostil.
Durch die jahrelange Zusammenarbeit zwischen Johann Joseph Couven und seinem Sohn Jakob entwickelten sich stilistische Ähnlichkeiten, sodass nicht immer ersichtlich ist, wem die späteren Bauten faktisch zugeschrieben werden müssen, zumal die zahlreichen Planskizzen oftmals unzureichend signiert sind. Vor allem in den letzten Lebensjahren des Vaters sowie nach dessen Tod hat Jakob Couven immer öfters die laufenden Bauaufträge des Vaters komplettiert und zum Abschluss gebracht, bevor Jakob dann etwa ab der Jahrhundertwende ebenfalls einen Stilwandel in Richtung Empire vollzog.
Die oftmals zeitgleiche Verwirklichung mehrerer bedeutender Großbauten konnte nur gelingen, da sich Johann Joseph Couven der Unterstützung sowohl der Stadt Aachen als auch einflussreicher Kurfürsten sowie vermögender Privatleute und Unternehmer sicher war. Damit konnte er die besten Bautrupps und Bauleiter sowie Spezialisten wie beispielsweise Kunstschreiner und Stuckateure anfordern und selbst zwischen den einzelnen Baustellen pendelnd die Oberaufsicht führen.
Ein Großteil der Couven-Bauten und Innenausstattungen wurden im Laufe der Jahrhunderte vor allem durch Kriege zerstört und konnten größtenteils nicht wieder im alten Stil erbaut oder restauriert werden. Dennoch ließen sich einzelne Häuserfassaden oder Anbauten wie beispielsweise der Couvenwandbrunnen oder Teile von Inneneinrichtungen retten und zwischenzeitlich als Ganzes oder in Teilen translozieren. Außerdem lassen sich unter anderem im Couven-Museum und im Suermondt-Ludwig-Museum Aachens sowie im Stadtarchiv Aachen zahlreiche Skizzenblätter und Planzeichnungen der Werke Couvens finden, ebenso wie solche von verschollenen oder nicht zur Ausführung gekommenen Bauvorhaben.

### Städtische Aufträge
Erste überlieferte Studienblätter und Zeichnungen aus der Feder Johann Joseph Couvens stammen aus dem Jahr 1722. Bald darauf folgten erste Aufträge durch die Stadtverwaltung, an die er offensichtlich durch Vermittlung seines dort beschäftigten Vaters herangekommen war. So erhielt Couven beispielsweise 1724 den Auftrag, für den königlich polnischen General, Marschall von Flemming, einen illustrierten Plan der Stadt Aachen zu entwerfen. Seine erste offizielle Tätigkeit als Architekt begann zwischen 1728 und 1732, als er gemeinsam mit dem Maastrichter Baumeister Gilles Doyen an der barocken Umgestaltung des Aachener Rathauses beteiligt war. Dabei fertigte Couven zunächst die Entwürfe für die Neugestaltung der Rathaustreppe mit dem Eingangsportal und für den Umbau der Marktfassade des Gebäudes an, während sich Doyen mehr mit der inneren Umgestaltung auseinandersetzte. Erst um 1731/1732 war Couven für den Umbau einiger Innenräume selbst verantwortlich.
Zwei Jahre später erstellte Couven die Pläne zum Bau einer Versorgungs- und Besserungsanstalt für verdienstlose arbeitsscheue oder arbeitslose Menschen. 1735 entwarf er das Blausteinbecken für den Umbau des Karlsbrunnens auf dem Rathausplatz, dem er später noch die beiden bronzenen Fischskulpturen sowie 1736 seitlich davon zwei kleine Laufbrunnen hinzufügte, an denen die Aachener Bürger Wasser schöpfen konnten. Zwischen 1748 und 1752 wurde Couven beauftragt, den notwendigen Umbau der „Acht“, dem Gerichtshaus der Schöffen am Katschhof, sowie der sich daran anschließenden Tuchmacherhalle der Tuchmacherzunft zu einem neuen Komödienhaus zu planen. Er verband dabei geschickt die bestehenden Gebäude zusammen mit dem angrenzenden Turm des Rathauses zu einer stilistischen Einheit, da die oberen Räume der „Acht“ zum Komplex des Komödienhauses hinzugezogen werden und einer der Eingänge des Theaters über den Rathausturm erfolgen sollten. Besonders an diesen beiden Bauten zeigte sich die Wandlung Couvens von dem bisher bevorzugten Régencestil hin zum jetzt angesagten Rokokostil.
Darüber hinaus war Couven in jenen Jahren mit der Verbesserung der Infrastruktur der Stadt betraut, die als wichtige Voraussetzung für die Ausrichtung des Aachener Friedenskongresses von 1748 in Angriff genommen werden musste. Diese Arbeiten dauerten nach dem Kongress weiter an und Couven zeichnete um 1750 und bereits zusammen mit seinem Sohn Jakob verantwortlich für die Vermessung der neuen Straßentrasse vom Aachener Jakobstor nach Lüttich, der heutigen Lütticher Straße.

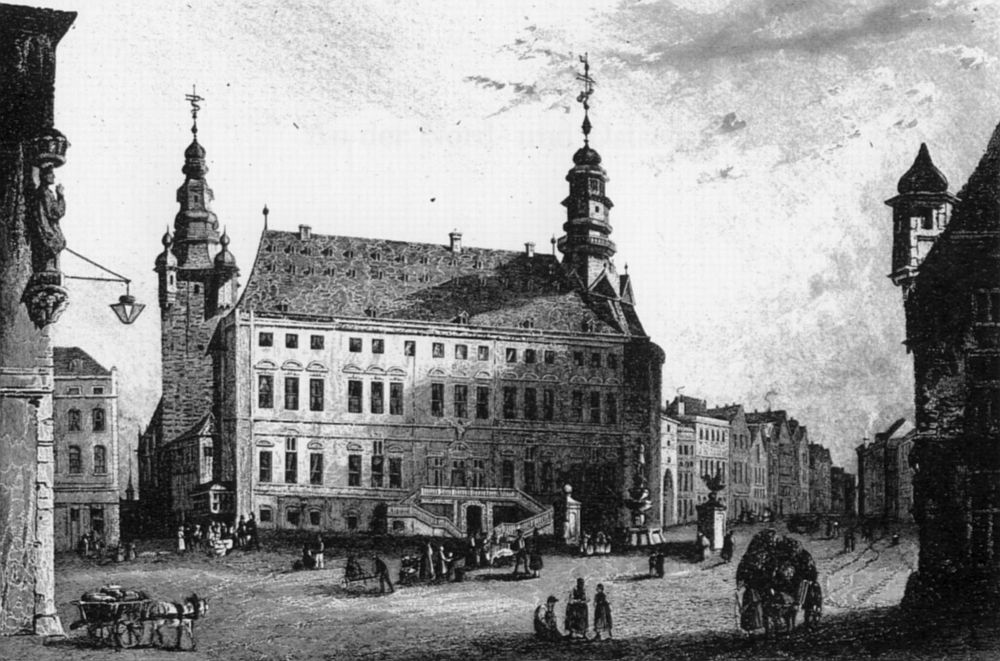
Das von Couven umgestaltete Rathaus und der Markt, Stahlstich von Henry Winkles, um 1840
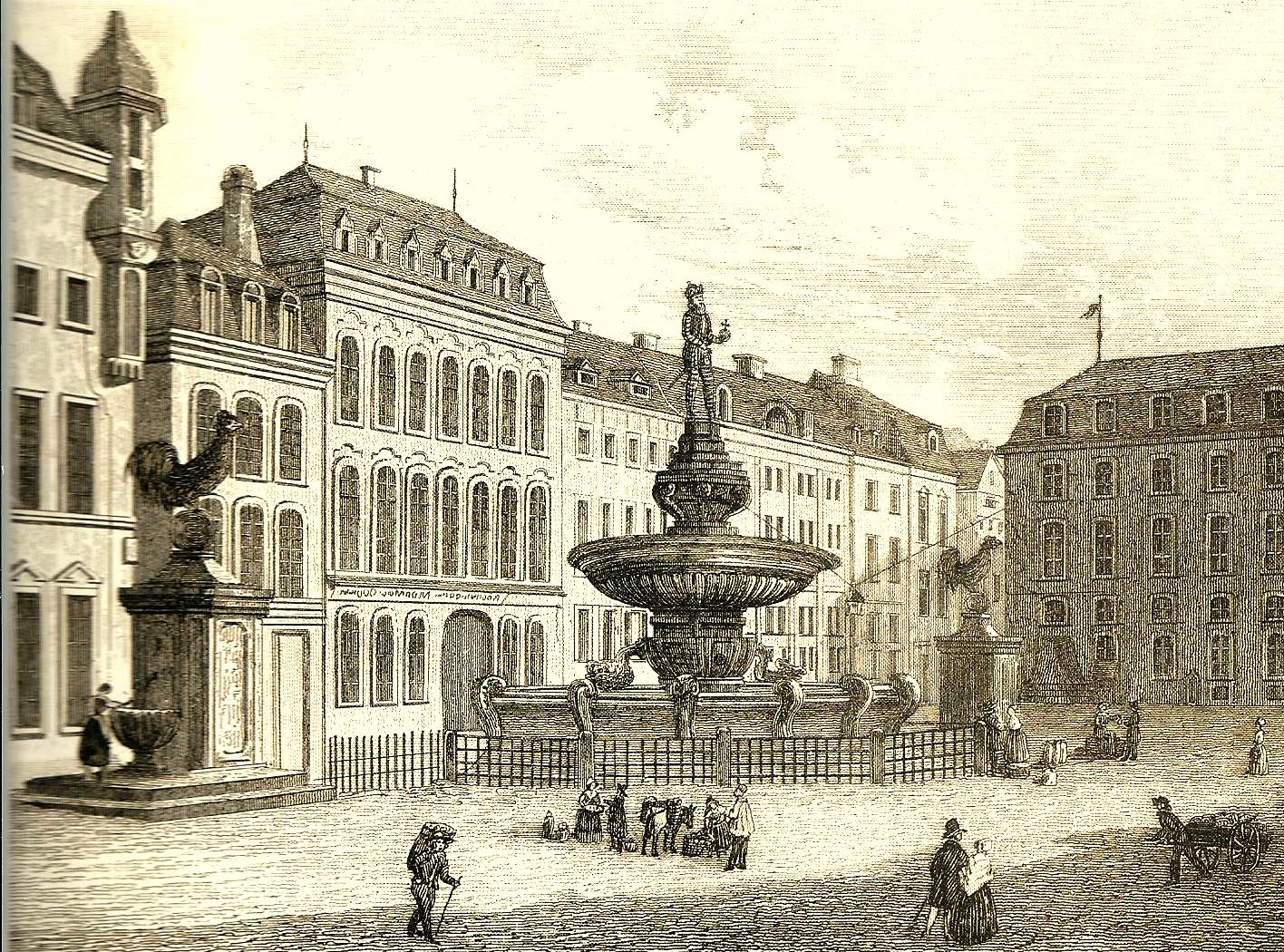
Karlsbrunnen mit Fischskulpturen und zwei Laufbrunnen, Marktplatz Aachen
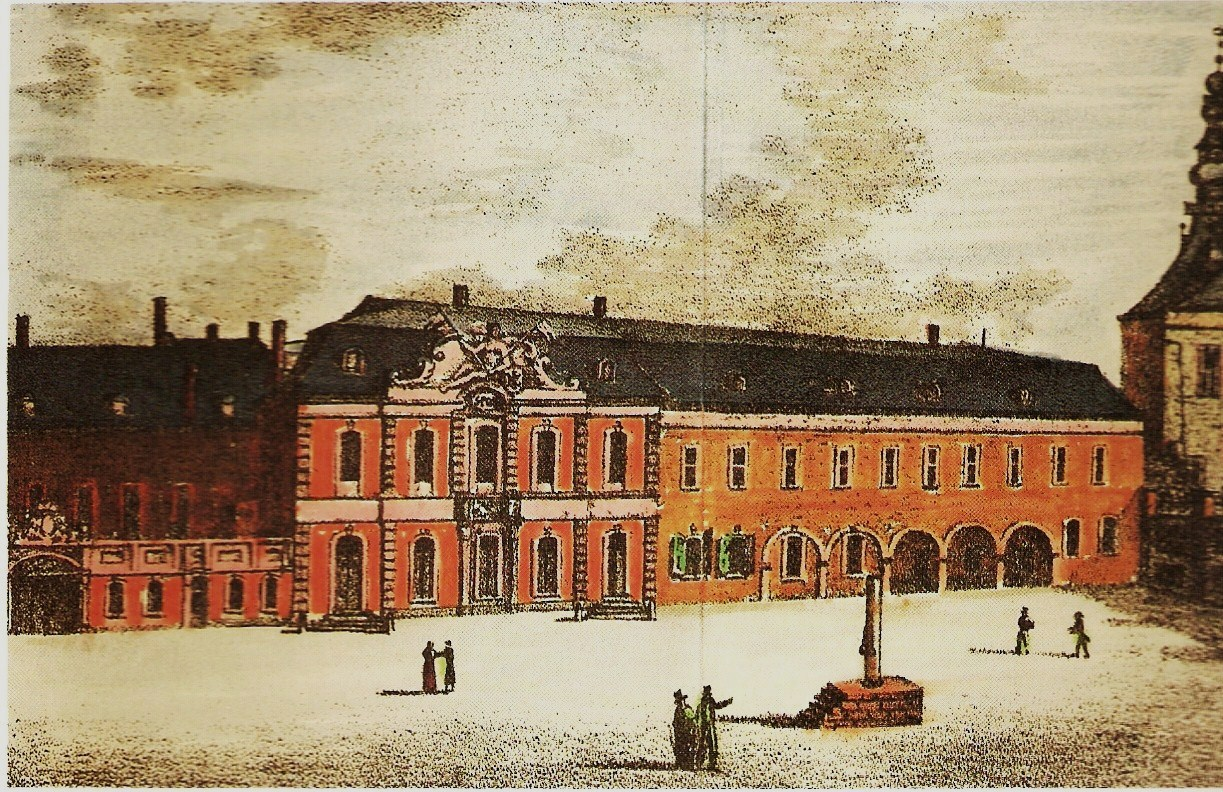
Altes Komödienhaus und Acht

### Sakralbauten

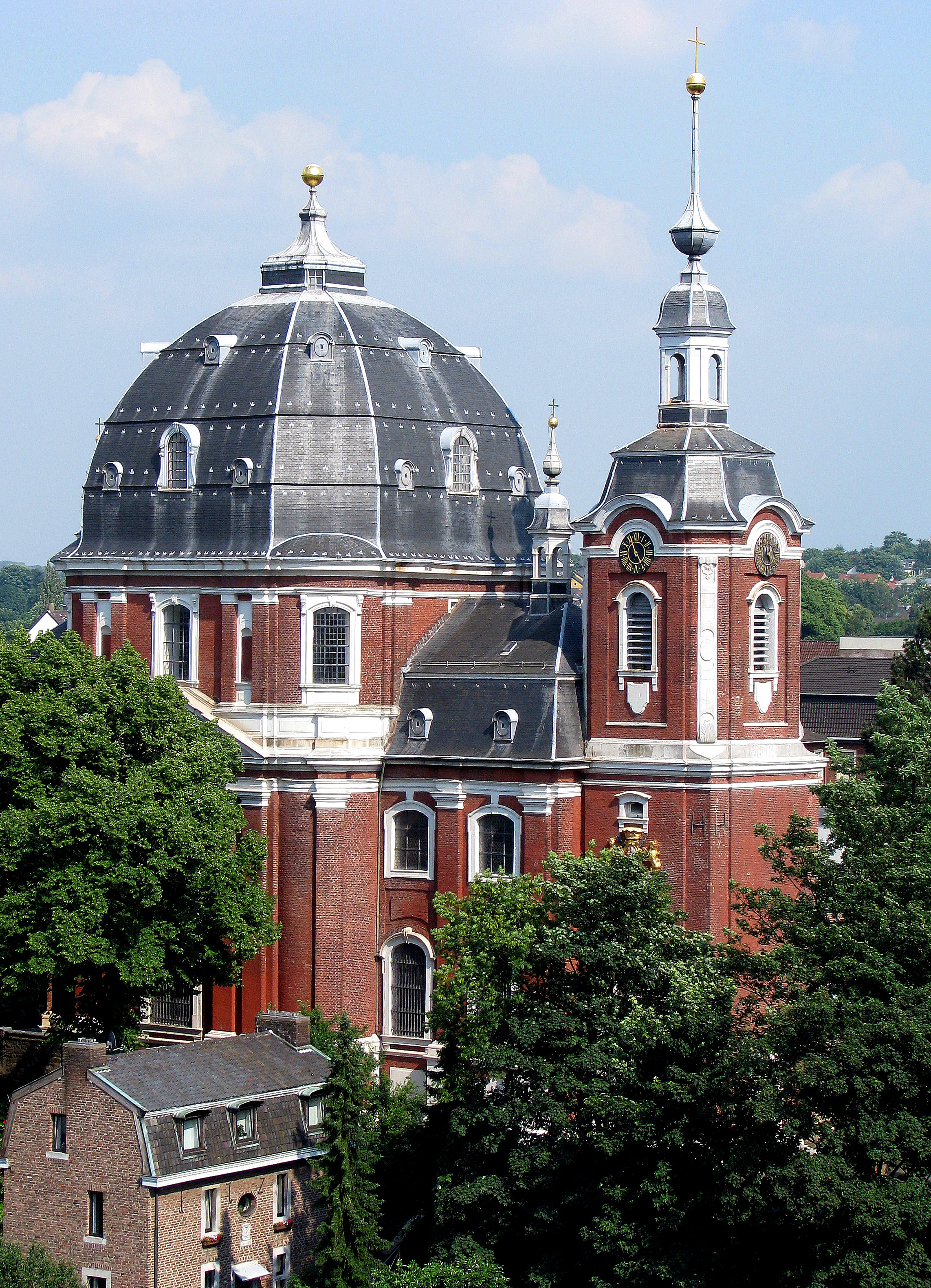
St. Johann, Burtscheid

Ein besonderer Schwerpunkt Couvens waren die Entwürfe zum Neu- und Umbau zahlreicher Kirchen sowie deren Inneneinrichtungen. Bei seinen ersten beiden Kirchenbauten um 1732, der St. Agathakirche in Eys und der Klosterkirche der Redemptoristen in Wittem, gehörte Couven noch zum Mitarbeiterstab von Johann Conrad Schlaun, dem eigentlichen Erbauer dieser von Graf Ferdinand von Plettenberg in Auftrag gegebenen Kirchen. Couven steuerte hierzu eigene Entwürfe bei und übernahm die Bauaufsicht. Er veranlasste zudem, dass die österreichischen Brüder Franz und Paul Klausener, Maurer- und Zimmermeister aus Flirsch in Tirol, als Bauunternehmer angefordert wurden, auf die er in den Folgejahren bei seinen weiteren Bauprojekten immer wieder zurückgriff.
Danach bewarb sich Couven mit eigenen Plänen für den vorgesehenen Neubau einer barocken anstelle der vorhandenen gotischen Abteikirche St. Johann der Reichsabtei Burtscheid, denen die regierenden Äbtissinnen zustimmten. Durch Zahlungsschwierigkeiten des Ordens bedingt, benötigte allein der Bau des Westturmes 15 Jahre (von 1736 bis 1741), dem in weiteren sechs Jahren (von 1748 bis 1754) der eigentliche Kirchenbau folgte. Parallel dazu erfolgte zwischen 1747 und 1751 ebenfalls nach Couvens Plänen der Neubau der benachbarten Leutkirche St. Michael der den maroden gotischen Vorgängerbau ersetzen sollte. Für beide Kirchen beauftragte Couven wiederum die Brüder Klausener mit der praktischen Bauausführung.
Zeitgleich erbaute Couven 1747/1748 die Kapelle zur Enthauptung Johannes des Täufers als Anbau zum Haus Nispert in Eupen-Nispert für den Färbereibesitzer Erich Adolf Goertz, einem Verwandten von Johann von Wespien, der als Bauherr beteiligt war und für den Couven zuvor bereits das Wespienhaus erbaut hatte. Ebenso wurde die gesamte Innenausstattung der Kapelle nach Plänen von Couven erstellt. Noch im selben Jahr realisierte Couven den Neu- und Erweiterungsbau der Annakirche in Aachen und erhielt im gleichen Zeitraum von Emerich von Mórócz als Vertreter des Grafen Karl Josef Batthyány den Auftrag, die baufällige gotische Ungarnkapelle am Aachener Dom neu zu entwerfen. Doch die Errichtung dieses im Vergleich zu seinen anderen Bauten relativ kleinen Projektes wurde für Couven ein Fiasko. Die Idee, die innere Kuppel erstmals nur aus Stein und nicht wie üblich aus Holz zu konstruieren, sowie eine offensichtlich fehlerhaft berechnete Verankerung, aber auch schlechtes Material und oberflächlich arbeitende Tagelöhner führten dazu, dass diese Kapelle bereits 1755 und noch unfertig niedergelegt werden musste. Ein Jahr später wurde sie daraufhin von dem italienischen Barockbaumeister Joseph Moretti neu erbaut und hat bis heute Bestand.
Ab 1750 erhielt Couven auf Empfehlung des Fürstbischofs von Lüttich die Aufträge zum Um-, An- und Neubau verschiedener Nonnenklöster im Hochstift. Zunächst verwirklichte Couven zwischen 1750 und 1754 im Auftrag der Äbtissin Anna Carolina von Berghe und Trips den Neubau des Augustinerinnen-Klosters in Sinnich bei Teuven und anschließend im Auftrag der Äbtissin Antoinette Gräfin von Eltz-Kempenich (1756–1771) die Um- und Anbaumaßnahmen für das Nonnenkloster in Munsterbilzen. Danach übernahm er noch den Auftrag für diverse Um- und Anbauten sowie für den Neubau eines Ökonomiegebäudes und des Pachthofes am Nonnenkloster St. Gerlach in Houthem bei Valkenburg aan de Geul. An diesem Projekt war Couvens Sohn Jakob auf Grund der fortschreitenden gesundheitsbedingten Einschränkungen des Vaters maßgeblich mitbeteiligt und es lässt sich quellenmäßig nicht exakt differenzieren, welche Pläne vom Vater und welche vom Sohn stammen, da sich beide zu jener Zeit im Stil nicht unterschieden und den jetzt vorherrschenden Louis-seize-Stil bevorzugten.

### Bürgerhäuser und Gartenhäuser
Den größten Anteil der Couvenbauten bilden zweifelsfrei die repräsentativen Stadtvillen und Bürgerhäuser, deren Zahl sich einschließlich der Umbauten etwa bei 50 einpendelt. Darüber hinaus existieren Entwürfe von weiteren Häusern, wie beispielsweise das von Haus Mantels, die in Aachen nie verwirklicht worden sind. Außerdem kann vor allem bei den Spätwerken hier ebenso nicht immer zwischen den Plänen von Vater und Sohn Couven unterschieden werden, weshalb manche Häuser allein auf Grund stilistischer Merkmale dem Vater Johann Joseph Couven zugeschrieben wurden.
Je nach flächenmäßiger Voraussetzung gehörte zu einem Bürgerhaus ein barocker Garten, den Couven bei Bedarf mit einem imposanten Gartenhaus ausstattete und für den er die Wege- und Treppenführung mit schmuckvollen schmiedeeisernen Geländern gestaltete. Musterbeispiele stellen die von ihm entworfenen und heute noch erhaltenen Gartenhäuser Mantels auf dem Lousberg und Nuellens im Kurpark Burtscheid dar.
Eines von Couvens Frühwerken und zugleich gelungensten Bauten war der von 1734 bis 1737 erstellte Bau des Wespienhauses für den Bürgermeister Johann von Wespien. Ihm folgten in kurzen Abständen zahlreiche Neubauten in relativer Nähe zum Aachener Stadtkern und im Bereich der Hauptstraße in Burtscheid. Ebenso lassen sich heute noch in Eupen mehrere so genannte Couvenhäuser nachweisen, darunter für die Familie Grand Ry das „Haus Grand Ry/Mennicken/Signon“ am Werthplatz, das „Haus Vercken“ am Marktplatz, in dem ab 1857 die Franziskanerinnen von der Heiligen Familie untergebracht waren, oder das „Haus Grand Ry“ an der Klötzerbahn, heute Regierungssitz der Deutschsprachigen Gemeinschaft Belgiens. In Lüttich selbst befindet sich das zwischen 1738 und 1741 von Couven für den Bankier Michel Willems erbaute Stadtpalais, in dem heute das „Museum d’Ansembourg“ beheimatet ist.
Darüber hinaus nahm Couven zahlreiche Aufträge für zeitgemäße Umbaumaßnahmen und Innenausbauten an bestehenden Häusern an, wie beispielsweise am Londoner Hof und am Wylre’schen Hof, beides Bauten seines 1748 verstorbenen früheren Lehrmeisters Laurenz Mefferdatis.
Alle diese Bauten weisen den typischen so genannten „Couvenstil“ auf: Im Gegensatz zu seinen Schlossbauten waren die Bürgerhäuser meist einfach gehalten und oftmals nur an der Frontseite schmuckvoll gestaltet. Nur vereinzelt, beispielsweise beim Hotel „Zur kaiserlichen Krone“ in Aachen oder beim „Haus Grand Ry“ in Eupen, entschied er sich für eine Cour d’Honneur-Bauweise. Seine meist drei bis neunachsigen Herrenhäuser wurden durch einen über ein bis drei Achsen gehenden Mittelrisalit besonders betont. In diesem hob Couven das reich verzierte Eingangsportal und im ersten Stock ein über ein bis drei Achsen gehenden Erker mit einem schmiedeeisernen Gitter besonders hervor. Zum Dachabschluss hin integrierte er oftmals ein auffälliges dreieckiges oder geschwungenes Tympanon, das mit dem jeweiligen Familienwappen, dem Zunftwappen oder sonstigen Verzierungen ausgestattet wurde. Ebenso typisch für seinen Stil waren die mit einem Blausteinrahmen eingefassten Sprossenfenster und an manchen Häusern ein ebenfalls in Blaustein gehaltener Haussockel sowie die Mansarddächer mit den ausgebauten Mansarden.

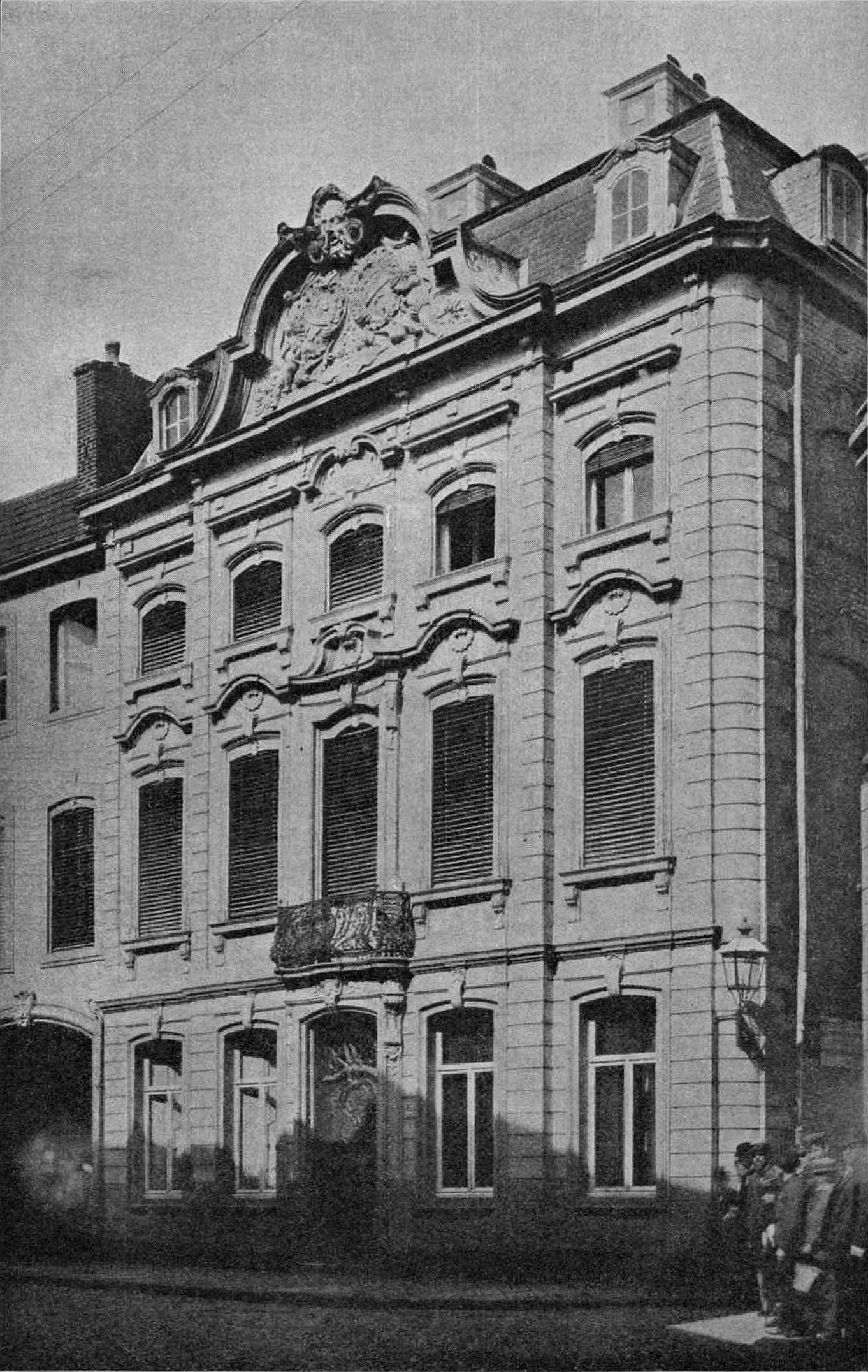
Wespienhaus, Aachen
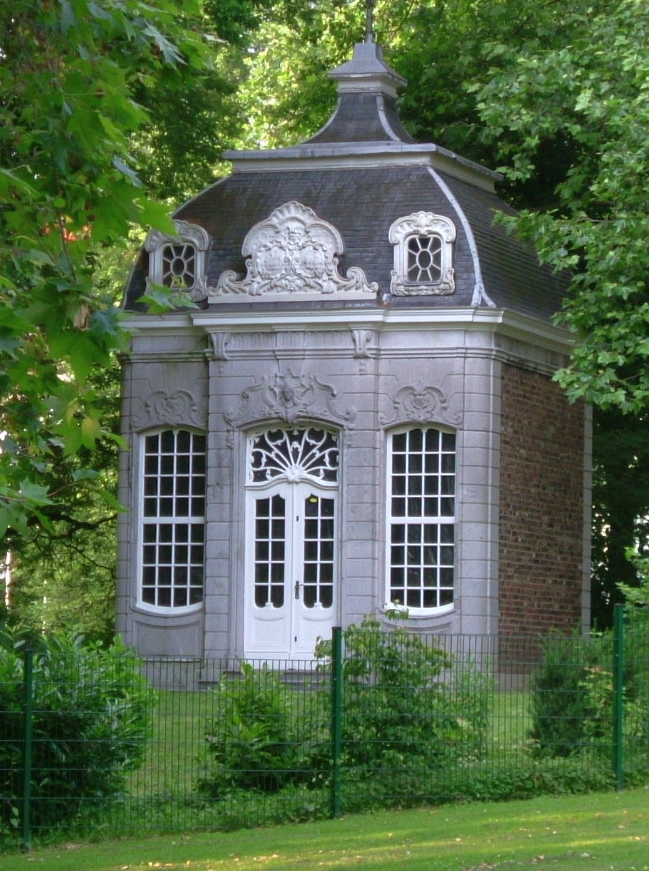
Nuellens-Pavillon, Burtscheid
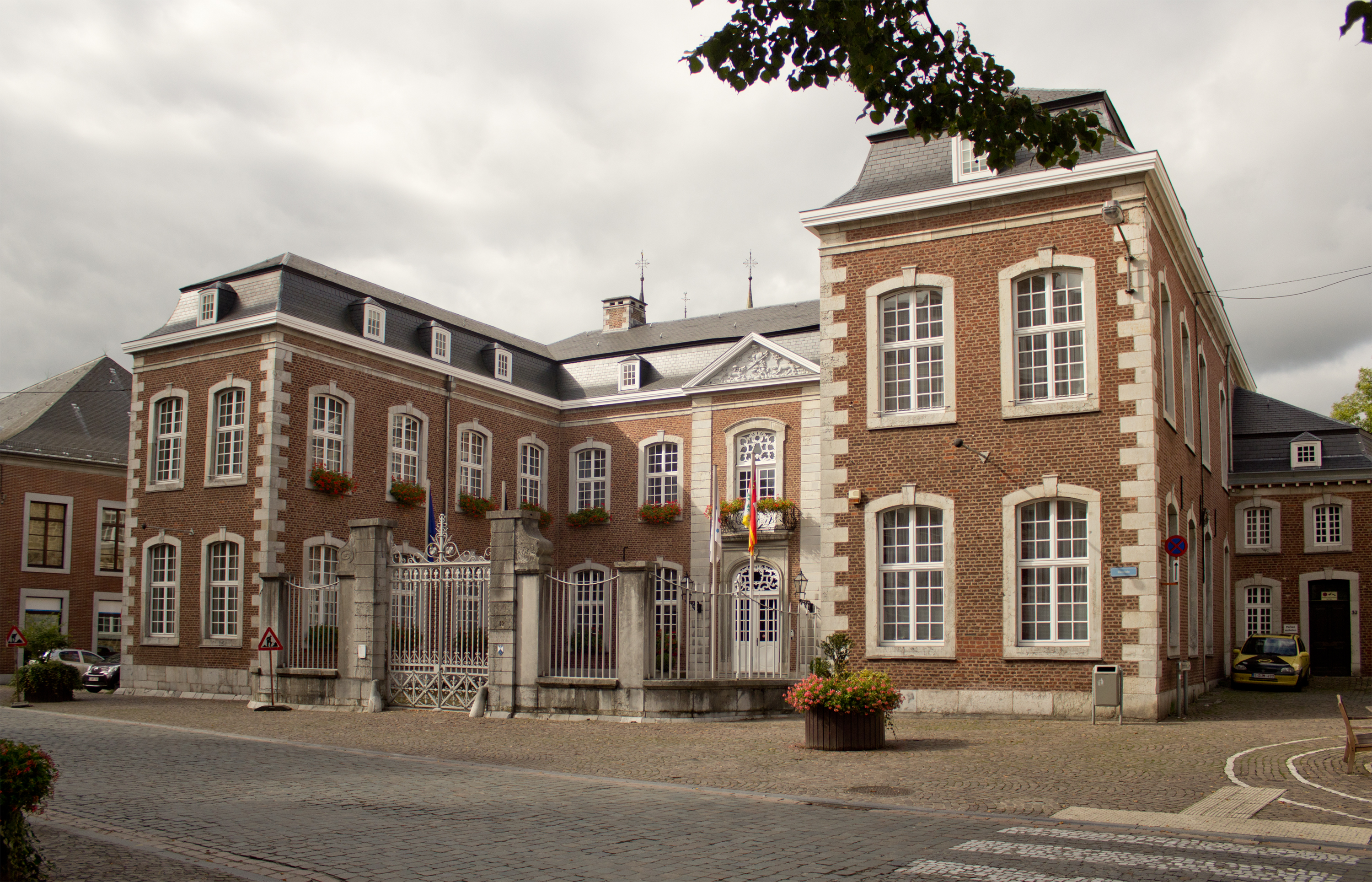
Haus de Grand Ry, Eupen

### Schlossanlagen

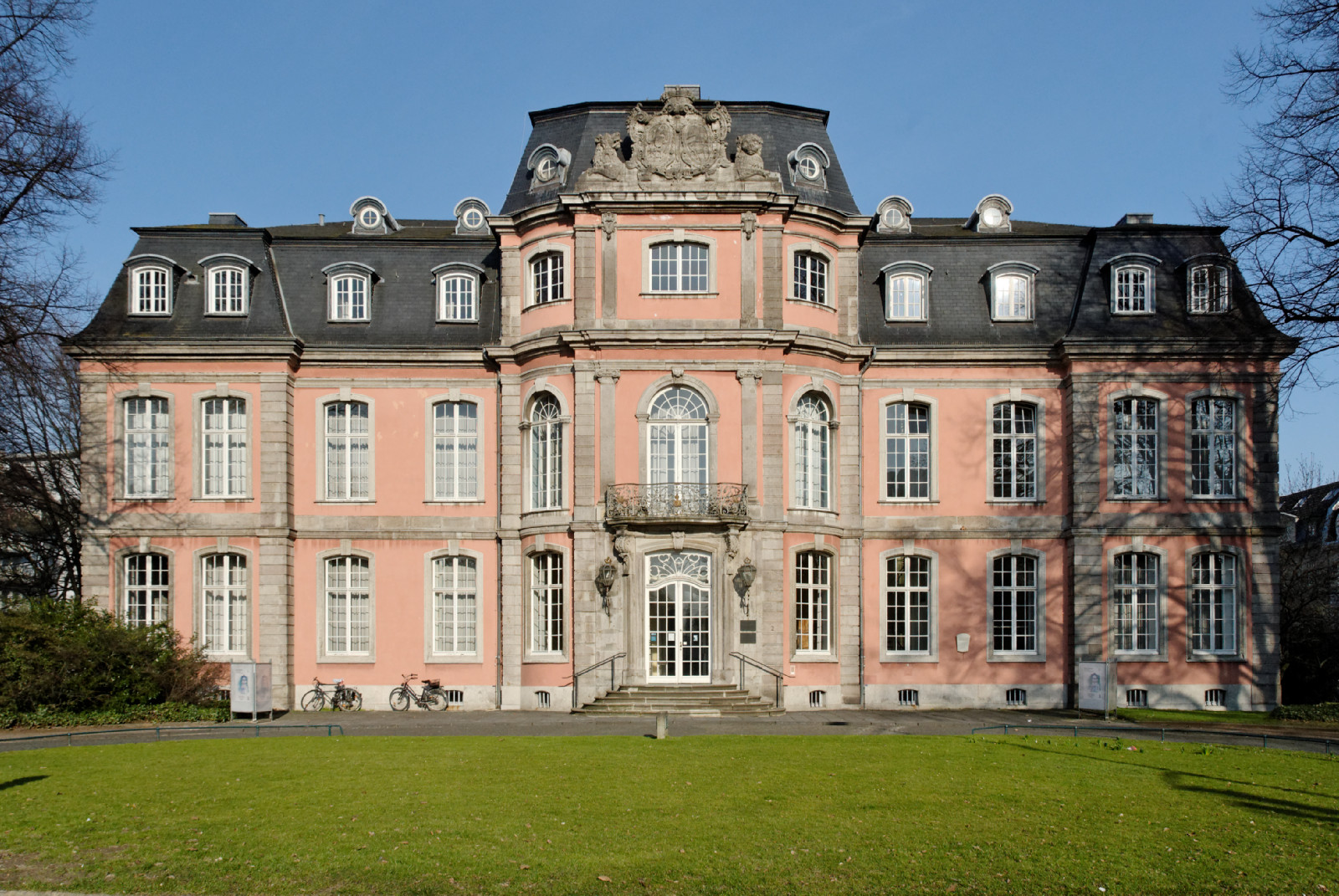
Schloss Jägerhof, Düsseldorf

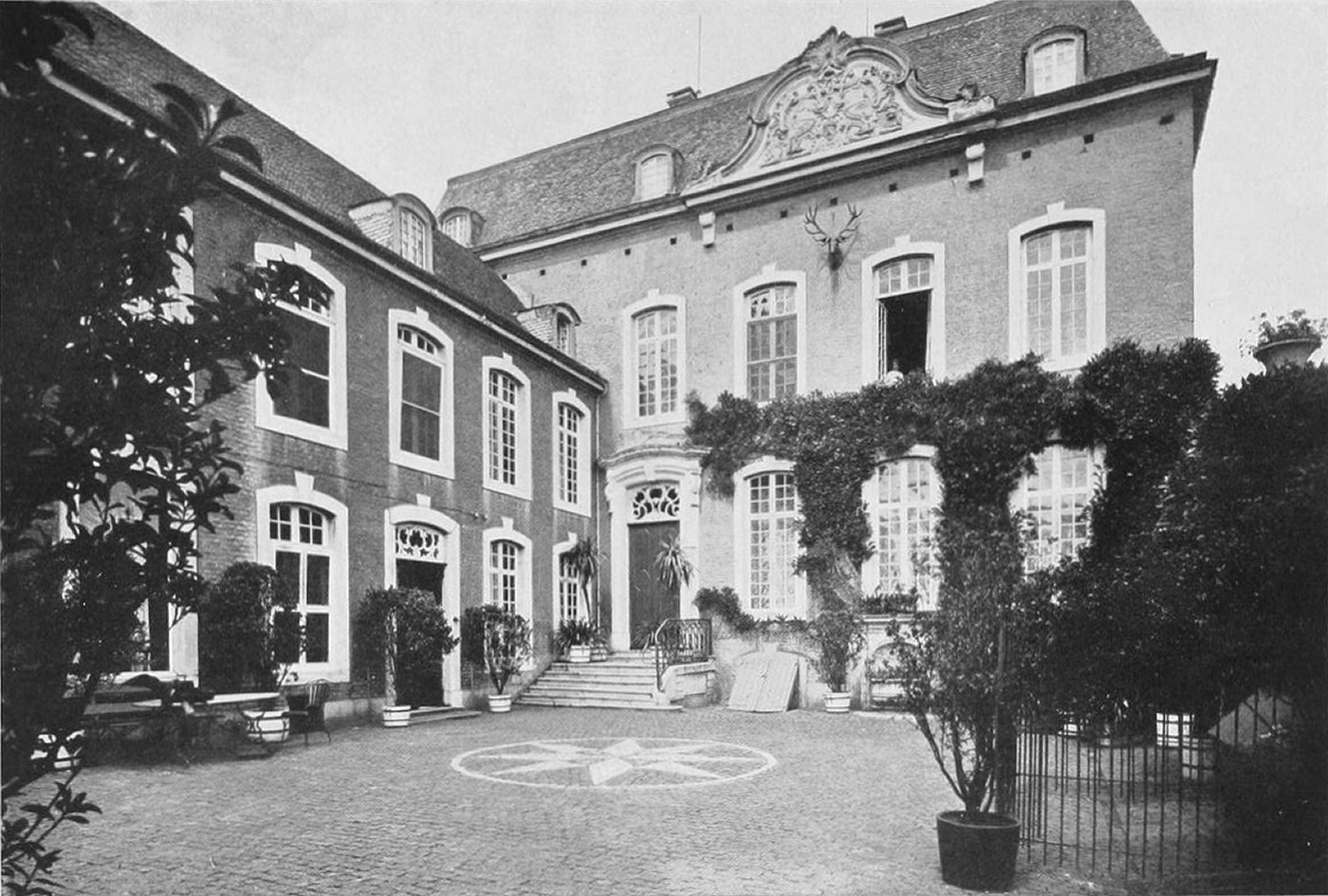
Schloss Kalkofen, Aachen

Schon früh widmete sich Couven größeren und repräsentativeren Aufträgen wie die Erstellung ganzer Schlossanlagen. Zunächst war es wiederum der schon mehrfach erwähnte Johann Conrad Schlaun, unter dessen Gesamtleitung Couven zwischen 1732 und 1735 an umfangreichen Um- und Anbaumaßnahmen von Schloss Neuburg in Gulpen beteiligt war. Hier war er unter anderem mitverantwortlich für den Anbau zweier turmbewehrter Flügel. Für die praktische Ausführung griff er wieder auf das ihm vertraute Bauunternehmen Klausener zurück.
Im Auftrag des Kurfürsten Karl Theodor von der Pfalz wurde Couven danach eigenständig beauftragt, dessen Schloss Jägerhof in Düsseldorf im Stil eines Lustschlosses des Rokoko umzubauen. Couven legte vier Entwürfe vor, die ein dreigeschossiges Gebäude mit mittlerem Turm und Flügelbauten vorsahen, um das die Düssel geleitet werden sollte. Der städtische Oberbaudirektor Nicolas de Pigage setzte jedoch nur einen Teil der ursprünglich geplanten Baumaßnahmen um, die um das Jahr 1749 begannen und erst 1762 ohne Seitenflügel fertig gestellt wurden. Für den Kurfürsten Karl Theodor erbaute Couven anschließend noch die kurpfälzischen Gebäude in Heinsberg wie beispielsweise das Amtsgericht und das Rentmeisterhaus und entwarf für dessen Statthalter, dem Grafen Johann Ludwig von Goltstein, die umfangreichen und um 1754 ausgeführten Umbaupläne von seinem Stammsitz Schloss Breill in Geilenkirchen.
Zugleich nahm Couven erneut von Johann von Wespien einen Auftrag an und fertigte die Pläne zum Umbau von dessen Gut Kalkofen ebenfalls zum Lustschloss. Er verwirklichte diesen Bau zwischen 1750 und 1753 unter Beibehaltung des nahezu quadratischen Grundrisses von Kalkofen und bezog ältere Teile wie Türme und Umfassungsmauer in den Neubau ein. Lediglich den nördlichen Teil der nordöstlichen Ringmauer ließ Couven niederlegen, um von dem neuen Herrenhaus aus den Blick auf ein Gartenparterre freizugeben. Anschließend führte Couven einen weiteren Auftrag für den Lütticher Kurfürsten Johann Theodor aus und erstellte die Entwürfe für dessen neues Jagdschloss „Prinzenhof“ in Maaseik, welches heute nicht mehr existent ist. Dieses zwischen 1753 und 1758 errichtete Gebäude war durch einen Tunnel unter den Deichen und mit einem Tor zu den Außenanlagen und der Plantagerie verbunden, die sich außerhalb der Deiche befanden.
Weitere größere Schlossumbauten lassen anhand der Entwürfe auf Couven schließen, von denen einige nie, beispielsweise Schloss Amstenrade, oder nur zum Teil verwirklicht werden konnten. Darüber hinaus nahm er kleinere Aufträge wie den Bau von Torhäusern und Anbauten an bestehenden Schlossanlagen an, wie beispielsweise am Schloss Thor in Astenet, am Schloss Genhoes in Alt-Valkenburg und am Schloss Schleiden.

### Altarbauten und sonstige Kirchenausstattungen

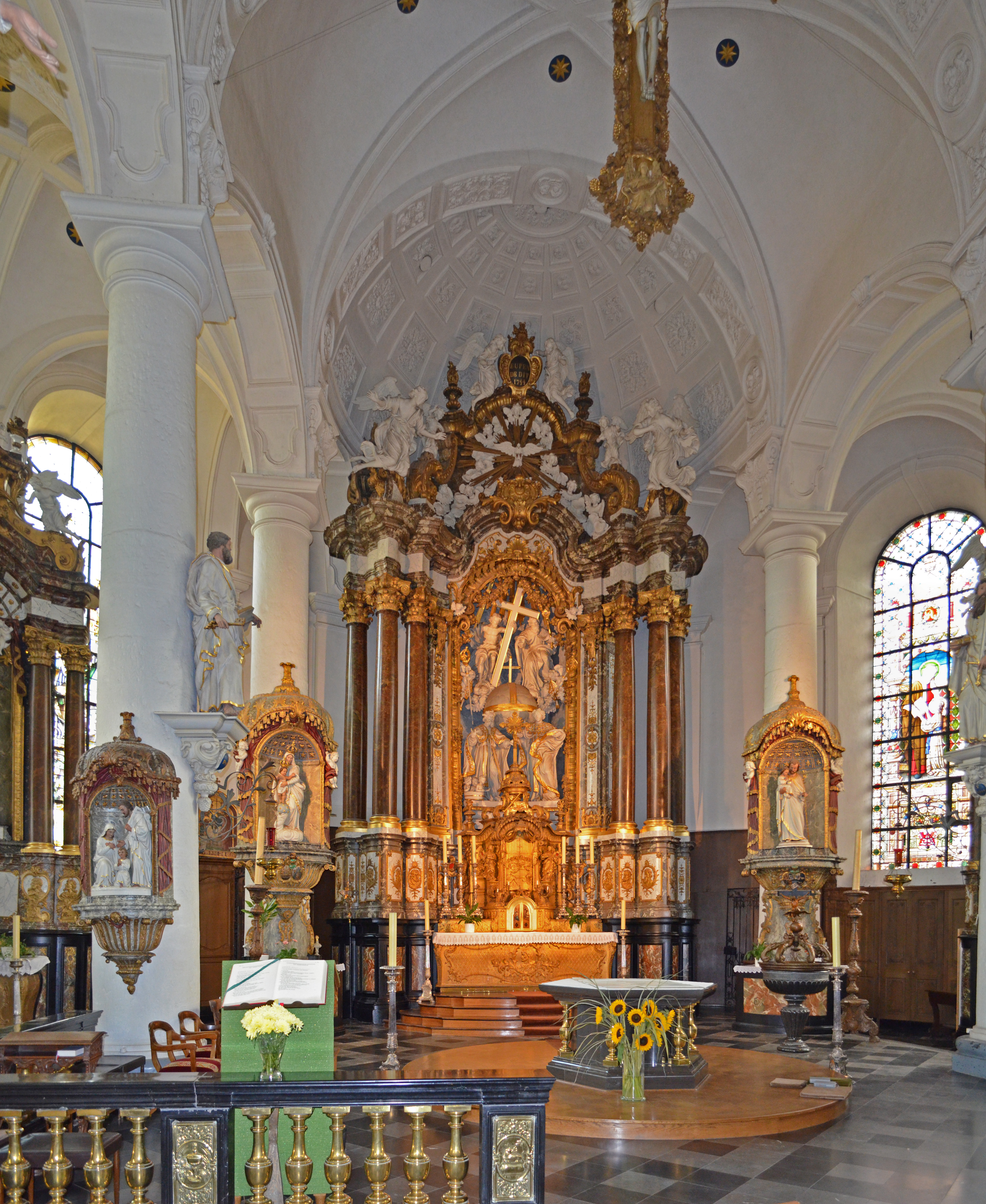
Hochaltar St. Nikolaus, Eupen

Neben seiner Vorliebe für Hausentwürfe aller Art beschäftigte sich Couven zudem eingehend mit der kunstvollen Innengestaltung und Innenausstattung seiner Bauten durch reichhaltiges Mobiliar und prachtvolle Dekorationen. Vor allem eine große Anzahl von Kirchen stattete Couven mit schmuckvollen Kanzeln, Kommunionbänken und Chorgestühl, Orgelgehäusen und Orgelemporen und vor allem mit imposanten Hochaltären aus. Zu seinen ersten Werken zählten hierbei die 1732 ausgebauten inneren Seitenflügel und die 1735 erstellte Orgelempore für die von Mefferdatis im Jahr 1706 runderneuerte Kirche St. Nikolaus in Aachen, denen Couven 1755 noch den Loreto-Altar für die dortige Loretokapelle folgen ließ. Ebenfalls noch zu seinen ersten Werken auf diesem Gebiet zählen der ihm zugeschriebene Altar und die mit Sicherheit von ihm entworfene Kanzel in der lutherischen Kirche „De Kopermolen“ in Vaals aus den Jahren 1736/37.
Danach übernahm Couven in den Jahren 1739 bis 1746 für die Kirche St. Katharina in Wenau den Bau der Kanzel, der Emporenbrüstung und des Orgelgehäuses sowie den Bau eines mächtigen Hochaltars. Im gleichen Zeitraum entwarf er sowohl für die von Mefferdatis erbaute Kirche St. Nikolaus in Eupen als auch für St. Katharina in Kettenis den barocken Hochaltar und gestaltete die ebenfalls von Mefferdatis errichtete Theresienkirche in Aachen mit einer geschlossenen, einheitlichen Innenausstattung einschließlich eines Hochaltars in reiner Rokoko-Ornamentik aus. 1739/1740 entwarf er den Hochaltar der Hofkirche St. Andreas in Düsseldorf.
Darüber hinaus hatte Couven für zahlreiche weitere Kirchen und Kapellen sakrale Inneneinrichtungen und Hochaltäre entworfen, von denen einige nur anhand von Skizzenzeichnungen Couven zugeschrieben werden können oder deren Originale im Lauf der Zeit zerstört wurden.
Ein Kunstwerk besonderer Art schuf Couven für das Stiftskapitel des Aachener Doms. Anlässlich der Aachener Heiligtumsfahrt 1748 kreierte er einen in Kupfer gestochenen und reichhaltig verzierten Wandkalender mit einer Höhe von 1,53 m und einer Breite von 0,71 m. In späteren Jahren wurden an diesem Objekt mehrfach noch das Kalendarium und die Wappen der Kanoniker geändert, bis es schließlich irgendwann in Privathände geriet und daher der Öffentlichkeit nicht mehr zugänglich ist.

## Werke im Einzelnen
- siehe dazu Liste Werke von Johann Joseph Couven. Diese erhebt nicht den Anspruch der Vollständigkeit, sondern kann anhand der Quellenlage nur eine grobe Auswahl der bekanntesten und ihm sicher zugeschriebenen Werke wiedergeben.